# Iron Sky
Iron Sky (Brasil: Deu a Louca nos Nazis ) é um filme de ficção científica e comédia de produção finlandesa, alemã e australiana, lançado em 4 de abril de 2012; dos mesmos produtores de Star Wreck: In the Pirkinning da série Star Wreck. O filme foi dirigido por Timo Vuorensola e produzido por Tero Kaukomaa da companhia de produção Blind Spot Pictures. Samuli Torssonen, criador da série Star Wreck e produtor de Star Wreck: In the Pirkinning, foi responsável pelos efeitos gerados por computador do filme. Os roteiristas de Iron Sky foram a autora finlandesa Johanna Sinisalo e Michael Kalesniko (Howard Stern's Private Parts, How to Kill Your Neighbor's Dog).   O filme foi criado pela Energia Productions, Blind Spot Pictures, New Holland Pictures e 27 Film Production.

## Enredo
Iron Sky é um filme futurístico ambientado em 2018, que trata de temas como nazistas espaciais e invasão à Terra.
Quando a Segunda Guerra Mundial chega ao fim em 1945, Hans Kammler e outros cientistas alemães fazem uma revolução na investigação da antigravidade. Partindo de uma base secreta na Antártica, as espaçonaves nazistas são enviadas para a Lua (mais especificamente no lado negro da Lua) para fundar a base espacial secreta de Schwarze Sonne (em português: "Sol negro"). Desde então seu plano é construir uma poderosa frota para, no futuro, voltar a conquistar a Terra. 
Em 2018, 73 anos depois, os nazistas retornam à Terra.

## Elenco
- Julia Dietze como Renate Richter
- Götz Otto como Klaus Adler
- Christopher Kirby como James Washington
- Tilo Prückner como Doktor Richter
- Udo Kier como Wolfgang Höss
- Peta Sergeant como Vivian Wagner
- Stephanie Paul como Presidente dos Estados Unidos

## Produção
Depois do sucesso de Star Wreck: In the Pirkinning, a mesma equipe produtora desse filme começou a formular ideias sobre uma nova produção de ficção científica. A produção de Iron Sky começou no início de 2006, e a equipe de produção apresentou o teaser trailer do filme para o Festival de Cannes em maio de 2008 buscando co-financiadores e assinou um acordo com a Oliver Damian’s 27 Films Prods para Iron Sky. O teaser trailer foi então lançado em 6 de maio de 2008 com um website totalmente refeito. Durante o Festival de Cannes de 2010, os produtores do filme assinaram um acordo de co-produção com a produtora australiana New Holland Pictures, que trouxe Overett Cathy e Mark Overett como co-produtores do filme.
Iron Sky trata-se de uma nova era de produções, incluindo The Cosmonaut, A Swarm of Angels e RIP! A Remix Manifesto, produzido em colaboração com uma comunidade online de entusiastas do cinema, que estão criando um novo tipo de cinema participativo. Em Wreckamovie, um website colaborativo de produção de filmes, os produtores convidaram todos os interessados em "lascar" com suas ideias e criatividade para ler as tarefas atribuídas à comunidade e "levar um tiro" (escrever uma entrada).  Colaboradores também podem anexar mídia para os seus "tiros".
Em 11 de fevereiro de 2009 foi anunciado que o filme seria estrelado pela atriz alemã Julia Dietze. Em uma entrevista com Mark Kermode, Timo Vuorensola confirmou que a Führer nazista da Lua seria interpretado por Udo Kier e que o grupo de música industrial esloveno Laibach estaria gravando a trilha sonora.
As filmagens começaram em novembro de 2010, em Frankfurt, para a filmagem em locação, e depois que em janeiro de 2011 na Austrália, para gravar em estúdio. Iron Sky foi filmado em formato de câmera Vermelho. Em 6 de fevereiro de 2011, as filmagens de Iron Sky foram concluídas na Austrália e entraram em um processo de 10 semanas de pós-produção.

## Iron Sky: Operation Highjump
Iron Sky: Operação Highjump é um videogame desenvolvido pela SilverQuill e ambientado no mesmo universo do filme. O jogo está sendo desenvolvido para Linux e outros sistemas.